# Kersensoep
Kersensoep (hideg meggyleves) is een Hongaars voorgerecht, dat soms ook als nagerecht wordt gegeten. Het wordt gemaakt door zure kersen met een kruidnagel en kaneel in een pannetje te verwarmen, en na ongeveer een uur het vocht te binden met maïzena of aardappelzetmeel. Bij het serveren wordt de soep gegarneerd met een schep zure room. De soep wordt koud geserveerd.